# Naoufel Berraoui
Naoufel Berraoui es un cineasta, actor y decorador marroquí.

## Vida personal
Berraoui está casado con la actriz marroquí Touria Alaoui. Estudió en el Instituto Superior de Arte Dramático y Animación Cultural de Rabat.

## Filmografía parcial
- Liberté provisoire (2007)[6]
- Youm ou lila (2013)[7][8]